# Randia mollifolia
Randia mollifolia är en måreväxtart som beskrevs av Paul Carpenter Standley. Randia mollifolia ingår i släktet Randia och familjen måreväxter. Inga underarter finns listade i Catalogue of Life.